# Liste des épisodes de Kenshin le vagabond
Cet article liste les épisodes de l'adaptation anime Kenshin le vagabond

## Saison 1
|  |  | Épisodes filler (épisodes dont l’histoire ne correspond pas au manga). |

| No | Titre français                          | Titre japonais                        | Titre japonais                                               | Date de 1re diffusion |
| No | Titre français                          | Kanji                                 | Rōmaji                                                       | Date de 1re diffusion |
| -- | --------------------------------------- | ------------------------------------- | ------------------------------------------------------------ | --------------------- |
| 1  | Battôsai Himura                         | 伝説の美剣士...愛ゆえに闘う男         | Densetsu no Bikenshi...Ai Yue ni Tatakau Otoko               | 10 janvier 1996       |
| 2  | Yahiko Myôjin                           | ガキ侍 スッた!モンだ!で門下生         | Gakizamurai Sutta! Monda! de Monkasei                        | 17 janvier 1996       |
| 3  | Celui qui a effacé le passé             | 哀しみの剣士· 過去を斬る男            | Kanashimi no Kenshi - Kako o Kiru Otoko                      | 24 janvier 1996       |
| 4  | La Voie de Sanosuke Sagara (1/2)        | 悪の一文字· ケンカ屋左之助登場!       | Aku no Ichimonji - Kenkaya Sanosuke Tōjō!                    | 31 janvier 1996       |
| 5  | Lame Inversée Contre Zanza (2/2)        | 逆刃刀対斬馬刀· 闘いの果てに!         | Sakabatō Tai Zanbatō - Tatakai no Hate ni!                   | 7 février 1996        |
| 6  | Chapeau noir, sombre visiteur (1/2)     | 闇からの訪問者· 黒笠現る!             | Yami kara no Hōmonsha - Kurogasa Arawaru!                    | 14 février 1996       |
| 7  | Bataille au clair de lune (2/2)         | 月下の死闘· 愛する人を守れ!           | Gekka no Shitō - Aisuru Hito o Mamore!                       | 21 février 1996       |
| 8  | Une femme mystérieuse (1/4)             | 新たなる戦い! 飛び込んできた謎の美女  | Arata naru Tatakai! Tobikonde kita Nazo no Bijo              | 28 février 1996       |
| 9  | Le groupe Oniwaban (2/4)                | 最強の忍び軍団· 恐怖の御庭番衆!       | Saikyō no Shinobi Gundan - Kyōfu no Oniwabanshū!             | 6 mars 1996           |
| 10 | Aoshi Shinomori (3/4)                   | 蒼紫· 美しすぎるほど怖い奴            | Aoshi - Utsukushisugiru hodo Kowai Yatsu                     | 13 mars 1996          |
| 11 | Ombre et lumière (4/4)                  | さらば最強の男たち! 光と闇の激突      | Saraba Saikyō no Otokotachi! Hikari to Yami no Gekitotsu     | 24 avril 1996         |
| 12 | Naissance d'un jeune guerrier           | 少年剣士誕生! 一番弟子 弥彦の戦い     | Shōnen Kenshi Tanjō! Ichiban Deshi Yahiko no Tatakai         | 1er mai 1996          |
| 13 | Toramaru, le Sumotori                   | めざせ横綱 虎丸のどすこい奮戦記       | Mezase Yokozuna Toramaru no Dosukoi Funsenki                 | 8 mai 1996            |
| 14 | Le défi de Megumi                       | 小さな命を救え! 美人女医·恵の挑戦     | Chiisana Inochi o Sukue! Bijin Joi - Megumi no Chōsen        | 15 mai 1996           |
| 15 | Deux assassins légendaires (1/2)        | 炎の暗殺集団, 神風隊走る!             | Honō no Ansatsu Shūdan, Jinpūtai Hashiru!                    | 22 mai 1996           |
| 16 | L'épée secrète de Shinden (2/2)         | 勇気ある誓い! 燃えよ秘剣·紫電の太刀   | Yūki Aru Chikai! Moeyo Hiken - Shiden no Tachi               | 5 juin 1996           |
| 17 | Marimo, le canon humain                 | 夢に向かって飛べ! 砲弾娘マリモの冒険  | Yume ni Mukatte Tobe! Hōdan Musume Marimo no Bōken           | 12 juin 1996          |
| 18 | Yahiko et l'épée à lame inversée        | 走れ!弥彦· 逆刃刀を取り返せ!          | Hashire! Yahiko - Sakabatō o Torikaese!                      | 19 juin 1996          |
| 19 | Les ambitions de Raijuta (1/3)          | 雷十太の野望· 禁じられた王国の幻想    | Raijūta no Yabō - Kinjirareta Ōkoku no Gensō                 | 26 juin 1996          |
| 20 | La résurrection de l'école Shinko (2/3) | 真古流の復活! 嵐を呼ぶ究極の殺人剣    | Shinkoryū no Fukkatsu! Arashi o Yobu Kyūkyoku no Satsujinken | 10 juillet 1996       |
| 21 | La fin d'un cauchemar (3/3)             | 悪夢の崩壊! 雷十太の野望·完結編       | Akumu no Hōkai! Raijūta no Yabō - Kanketsuhen                | 17 juillet 1996       |
| 22 | Premier voyage en train                 | 初乗り! 暴走陸蒸気びっくり大事件      | Hatsunori! Bōsō Okajōki Bikkuri Daijiken                     | 31 juillet 1996       |
| 23 | Le portrait de Sagara (1/2)             | 左之助の裏切り!? 運命の再会           | Sanosuke no Uragiri!? Unmei no Saikai                        | 14 août 1996          |
| 24 | Kenshin vs. Sanosuke: la revanche (2/2) | 真夜中の戦い! 左之助対剣心ふたたび    | Mayonaka no Tatakai! Sanosuke Tai Kenshin Futatabi           | 21 août 1996          |
| 25 | Le dragon des mers (1/3)                | 真紅の海賊· 引き裂かれた剣心と薫!     | Shinku no Kaizoku - Hikisakareta Kenshin to Kaoru            | 28 août 1996          |
| 26 | Shura, la fille pirate (2/3)            | 稲妻の化身! 誇り高き謎の女海賊, 朱羅  | Inazuma no Keshin! Hokoritakaki Nazo no Onna Kaizoku Shura   | 4 septembre 1996      |
| 27 | La fin des Kairyu (3/3)                 | 燃え上がる戦慄の島! 真紅の海賊·完結編 | Moeagaru Senritsu no Shima! Shinku no Kaizoku - Kanketsuhen  | 16 octobre 1996       |

## Saison 2
| No | Titre français                | Titre japonais                                                | Titre japonais                                                | Date de 1re diffusion |
| No | Titre français                | Kanji                                                         | Rōmaji                                                        | Date de 1re diffusion |
| -- | ----------------------------- | ------------------------------------------------------------- | ------------------------------------------------------------- | --------------------- |
| 28 | Le retour du Loup             | 新たなる血戦への序曲· 迫り来る狼の影!                         | Aratanaru Kessen e no Jokyoku: Semarikuru Ōkami no Kage!      | 30 octobre 1996       |
| 29 | Le pire ennemi                | 史上最強の宿敵! 襲いかかる非情の牙                            | Shijō Saikyō no Shukuteki! Osoikakaru Hijō no Kiba            | 6 novembre 1996       |
| 30 | La revanche démoniaque        | 復讐の悪鬼 志々雄真実(まこと)の謀略                           | Fukushū no Akki: Shishio Makoto no Bōryaku                    | 13 novembre 1996      |
| 31 | L'impensable                  | 届かぬ想い......剣心の旅立ち!                                 | Todokanu Omoi... Kenshin no Tabidachi                         | 27 novembre 1996      |
| 32 | En route pour Kyoto !         | 涙を勇気にかえて! 神谷薫が選んだ道                            | Namida o Yūki ni Kaete! Kamiya Kaoru ga Eranda Michi          | 4 décembre 1996       |
| 33 | Le retour d'Aoshi             | 最強の称号を掴むまで! 蒼紫の新たなる闘い                      | Saikyō no Shōgō o Tsukamu made! Aoshi no Aratanaru Tatakai    | 11 décembre 1996      |
| 34 | Misao Makimachi               | 追いはぎ少女· 巻町 操の隠された正体!                          | Oihagi Shōjo - Makimachi Misao no Kakusareta Shōtai!          | 8 janvier 1997        |
| 35 | Le village de Shingetsu       | 奪われた村· 襲いかかる志々雄の魔の手!                         | Ubawareta Mura - Osoikakaru Shishio no Ma no Te!              | 15 janvier 1997       |
| 36 | Makoto Shishio                | 幕末の時を超えて! 対峙した志々雄と剣心                        | Bakumatsu no Toki o Koete! Taiji Shita Shishio to Kenshin     | 22 janvier 1997       |
| 37 | Sôjirô au sabre divin         | 衝撃!折れた逆刃刀· 天剣の宗次郎対剣心                         | Shōgeki! Oreta Sakabatō - Tenken no Sōjirō Tai Kenshin        | 29 janvier 1997       |
| 38 | L'entraînement de Sanosuke    | 左之助, 極意の修行! 破戒僧·安慈への挑戦                       | Sanosuke, Gokui no Shugyō! Hakaisō - Anji e no Chōsen         | 5 février 1997        |
| 39 | Le dernier sabre de Shakkû    | 逆刃刀を作った男· 新井赤空 最後の一振り!                      | Sakabatō o Tsukutta Otoko - Arai Shakkū Saigo no Hito Furi!   | 12 février 1997       |
| 40 | Combat fatal                  | 恐るべき無情の刺客! 十本刀·張との死闘                         | Osorubeki Mujō no Shikaku! Juppongatana Chō to no Shitō       | 19 février 1997       |
| 41 | Le maître de Kenshin          | 飛天御剣流の奥義! 師匠比古清十郎との再会                      | Hiten Mitsurugiryū no Ōgi! Shishō Hiko Seijūrō to no Saikai   | 26 février 1997       |
| 42 | Alliance et trahison          | 同盟成立· 蒼紫が志々雄と手を組んだ日!                         | Dōmei Seiritsu: Aoshi ga Shishio to Te o Kunda Hi!            | 5 mars 1997           |
| 43 | La technique de Succession    | 生と死の間で! 奥義·天飛龍閃(あまかけるりゅうのひらめき)の会得 | Sei to Shi no Aida de! Ōgi Amakakeru Ryū no Hirameki no Etoku | 12 mars 1997          |
| 44 | Juppongatana, les dix Sabres  | 怒涛の決戦· 最強集団十本刀集結!                               | Dotō no Kessen, Saikyō Shūdan Juppongatana Shūketsu!          | 19 mars 1997          |
| 45 | Comme un oiseau !             | 翔ぶが如く! 戦艦煉獄 出航を阻止せよ                           | Tobu ga Gotoku! Senkan Rengoku Shukkō o Soshi Seyo            | 16 avril 1997         |
| 46 | Le purgatoire                 | 煉獄炎上! 志々雄真実(まこと)の命運                            | Rengoku Enjō! Shishio Makoto no Meiun                         | 23 avril 1997         |
| 47 | Coup de poing mortel          | 激突!二重の極み· 唸る左之助の拳                               | Gekitotsu! Futae no Kiwami: Unaru Sanosuke no Kobushi         | 30 avril 1997         |
| 48 | Le salut d'Anji               | 救世(ぐぜ)への再生· 安慈の新たなる出発                        | Guze e no Saisei: Anji no Arata naru Shuppatsu                | 14 mai 1997           |
| 49 | Le pouvoir de Gatotsu         | 心眼をとらえた狼· 炸裂する牙突零(ゼロ)式!                     | Shingan o Toraeta Ōkami: Sakuretsu Suru Gatotsu Zero Shiki!   | 28 mai 1997           |
| 50 | Promesses à tenir             | 約束を果たす時· 蒼紫と剣心の再戦!                             | Yakusoku o Hatasu Toki: Aoshi to Kenshin no Saisen!           | 4 juin 1997           |
| 51 | Réveille-toi, Aoshi !         | 目醒める時は今· 満身創痍の決着!                               | Mezameru Toki wa Ima: Manshin Sōi no Ketchaku!                | 11 juin 1997          |
| 52 | L'attaque de l'Aoi-ya         | 奇跡を呼び起こせ! 葵屋の攻防                                  | Kiseki o Yobiokose! Aoi-ya no Kōbō                            | 18 juin 1997          |
| 53 | L'arme destructrice           | 巨人対超人· 絶望の淵に放たれた一矢!                           | Kyojin Tai Chōjin: Zetsubō no Fuchi ni Hanatareta Isshi!      | 25 juin 1997          |
| 54 | Le Shukuchi                   | 飛天対縮地! 宗次郎天賦の能力(ちから)                          | Hiten Tai Shukuchi! Sōjirō Tenpu no Chikara                   | 2 juillet 1997        |
| 55 | Une nuit d'orage              | 嵐の夜の惨劇· 宗次郎の過去                                    | Arashi no Yo no Sangeki: Sōjirō no Kako                       | 9 juillet 1997        |
| 56 | Combat ultime                 | 極限の勝負! 瞬天殺対天翔龍閃                                  | Kyokugen no Shōbu! Shuntensatsu Tai Amakakeru Ryū no Hirameki | 16 juillet 1997       |
| 57 | Les deux survivants           | 幕末を駆けた二人· 志々雄対剣心 最終戦!                        | Bakumatsu o Kaketa Futari: Shishio Tai Kenshin Saishūsen!     | 6 août 1997           |
| 58 | Moment de gloire pour Shishio | 時代は志々雄を選ぶのか? 剣心最大の危機!                       | Jidai wa Shishio o Erabu no ka? Kenshin Saidai no Kiki!       | 13 août 1997          |
| 59 | La roue tourne                | 命運尽きず! 闘志, 今よみがえる                                | Meiun Tsukizu! Tōshi, Ima Yomigaeru                           | 20 août 1997          |
| 60 | Shishio contre Kenshin        | 勝利を許されし者· 志々雄対剣心終幕!                           | Shōri o Yurusareshi Mono: Shishio Tai Kenshin Shūmaku!        | 3 septembre 1997      |
| 61 | Le choix de la vie            | 残された十本刀· 生きてゆくための選択                          | Nokosareta Juppongatana: Ikite Yuku Tame no Sentaku           | 10 septembre 1997     |
| 62 | Souvenir de Kyoto             | 京都...刻まれた記憶· 想いを馳せた出発                         | Kyōto... Kizamareta Kioku, Omoi o Haseta Shuppatsu            | 17 septembre 1997     |

## Saison 3
| No | Titre français                                | Titre japonais                                               | Titre japonais                                                   | Date de 1re diffusion |
| No | Titre français                                | Kanji                                                        | Rōmaji                                                           | Date de 1re diffusion |
| -- | --------------------------------------------- | ------------------------------------------------------------ | ---------------------------------------------------------------- | --------------------- |
| 63 | La légende des Lucioles                       | 願い蛍の伝説· ある剣客を待ち続けた少女                       | Negaibotaru no Densetsu, Aru Kenkaku o Machi Tsuzuketa Shōjo     | 14 octobre 1997       |
| 64 | Début en société                              | 弥彦王子誕生? 華麗なる社交界でびゅー                         | Yahiko Ōji Tanjō? Karei naru Shakōkai Debyū                      | 28 octobre 1997       |
| 65 | À la recherche du trésor perdu !              | 消えたお宝を探せ! 名探偵犬·ノ太郎                            | Kieta Otakara o Sagase! Meitanteiken Notarō                      | 4 novembre 1997       |
| 66 | Demande en mariage                            | 薫 感激 剣心のぷろぽ〜ず!?                                   | Kaoru Kangeki Kenshin no Puropōzu!?                              | 11 novembre 1997      |
| 67 | La lame légendaire de Shiro Shôgo (1/10)      | 煌めく伝説の剣! 神秘の剣士·天草翔伍                          | Kirameku Densetsu no Ken! Shinpi no Kenshi Amakusa Shōgo         | 18 novembre 1997      |
| 68 | Le médaillon du destin (2/10)                 | 運命のメダリオ· 左之助と小夜の出会い                         | Unmei no Medario, Sanosuke to Sayo no Deai                       | 25 novembre 1997      |
| 69 | Le champ de bataille de Shimabara (3/10)      | 対戦の地, 島原へ! 雌雄を決する時                             | Taisen no Chi, Shimabara e! Shiyū o Kessuru Toki                 | 2 décembre 1997       |
| 70 | Le choc de l’Éclat du dragon de foudre (4/10) | 雷龍閃の衝撃! 闇に葬られた剣心                               | Rairyūsen no Shōgeki! Yami ni Hōmurareta Kenshin                 | 9 décembre 1997       |
| 71 | Shôgo pris au piège (5/10)                    | 傀王の陰謀 罠にかかった翔伍!                                 | Kaiō no Inbō, Wana ni Kakatta Shōgo!                             | 16 décembre 1997      |
| 72 | Jour de remords (6/10)                        | 追憶の日々· 翔伍と小夜の哀しき過去                           | Tsuioku no Hibi, Shōgo to Sayo no Kanashiki Kako                 | 6 janvier 1998        |
| 73 | Le démon railleur (7/10)                      | あざ笑う悪鬼! 庄三, 爆炎に散った火龍                         | Azawarau Akki! Shōzō, Bakuen ni Chitta Karyū                     | 13 janvier 1998       |
| 74 | Les larmes de Sanosuke (8/10)                 | 左之助の涙 二人に訪れた永遠(とわ)の別離(わかれ)              | Sanosuke no Namida, Futari ni Otozureta Towa no Wakare           | 20 janvier 1998       |
| 75 | La dernière croisade (9/10)                   | 最後の聖戦 激突!ふたつの天翔龍閃(あまかけるりゅうのひらめき) | Saigo no Seisen, Gekitotsu! Futatsu no Amakakeru Ryū no Hirameki | 27 janvier 1998       |
| 76 | Bon voyage (10/10)                            | 旅立ちの海 希望は哀しみの波を越えて                          | Tabidachi no Umi, Kibō wa Kanashimi no Nami o Koete              | 3 février 1998        |
| 77 | Un dojo Himura à Shimonoseki ?                | 下関に緋村道場? もう一人の抜刀斎現る                         | Shimonoseki ni Himura Dōjō? Mō Hitori no Battōsai Arawaru        | 10 février 1998       |
| 78 | Coup de foudre à Hakone !                     | 画学生の想う女性(ひと)· 箱根湯の街恋騒動!                    | Gagakusei no Omou Hito, Hakone Yu no Machi Koi Sōdō              | 17 février 1998       |
| 79 | Kaishû Katsu et Kenshin (1/4)                 | 勝海舟と剣心· 幕末を生きた二人の宿縁                         | Katsu Kaishū to Kenshin, Bakumatsu o Ikita Futari no Shukuen     | 24 février 1998       |
| 80 | La révolution sans fin (2/4)                  | 終わらない幕末· 海舟に課せられた天命                         | Owaranai Bakumatsu, Kaishū ni Kaserareta Tenmei                  | 3 mars 1998           |
| 81 | Le complot des Beni-Aoi (3/4)                 | 紅葵の策謀· 海舟を狙う幕末の生霊!                            | Beniaoi no Sakubō, Kaishū o Nerau Bakumatsu no Ikiryō!           | 10 mars 1998          |
| 82 | La résolution de Kaishû Katsu (4/4)           | 勝海舟の決意· 時代を超えた真実                               | Katsu Kaishū no Ketsui, Jidai o Koeta Shinjitsu                  | 14 avril 1998         |
| 83 | Le retour de Yutarô (1/6)                     | 由太郎帰国· 影に潜む黒騎士団の野望                           | Yutarō Kikoku, Kage ni Hisomu Kurokishidan no Yabō               | 21 avril 1998         |
| 84 | Les ninjas Sanada (2/6)                       | 真田忍者群と霊薬· お頭御沙薙の狙い                           | Sanada Ninjagun to Reiyaku, Okashira Misanagi no Nerai           | 5 mai 1998            |
| 85 | Journée d’errance (3/6)                       | 迷走の旅· 仕組まれた御神渡りの罠!                            | Meisō no Tabi, Shikumareta Omiwatari no Wana!                    | 19 mai 1998           |
| 86 | Les trois démons (4/6)                        | 地底を舞う赤い陽炎· 殺鬼!真田三人衆                          | Chitei o Mau Akai Kagerō! Sakki! Sanada Sanninshū                | 26 mai 1998           |
| 87 | Le parie de Schneider (5/6)                   | シュナイダーの賭け· 黒騎士団の崩壊!                          | Shunaidā no Kake, Kurokishidan no Hōkai!                         | 2 juin 1998           |
| 88 | Le serment de Yahiko et Yutarô (6/6)          | ふたつの道標(みちしるべ)· 弥彦と由太郎永遠(とわ)の約束       | Futatsu no Michishirube, Yahiko to Yutarō Towa no Yakusoku       | 9 juin 1998           |
| 89 | À Misao, mon ange                             | まいえんじぇる操へ... 京都からの迎え                         | mai Enjeru Misao e... Kyōto kara no Mukae                        | 16 juin 1998          |
| 90 | Attaque surprise ! (1/5)                      | 風水の奇襲! 張り巡らされた五茫星の謎                         | Fūsui no Kishū! Harimegurasareta Gobōsei no Nazo                 | 23 juin 1998          |
| 91 | La magie du Feng Shui (2/5)                   | うごめく風水の魔力· 狙われた神谷道場!                        | Ugomeku Fūsui no Maryoku, Nerawareta Kamiya Dōjō                 | 21 juillet 1998       |
| 92 | Le terrible Ryûmyaku (3/5)                    | 戒厳令の東京府! ばく進する凶器の龍脈                         | Kaigenrei no Tōkyō-fu! Bakushin Suru Kyōki no Ryūmyaku           | 4 août 1998           |
| 93 | L'ennemi attend à Senjôgahara (4/5)           | 敵は戦場ヶ原にあり! 翡翠(ひすい)の紋章を求めて               | Teki wa Senjōgahara ni Ari! Hisui no Monshō o Motomete           | 18 août 1998          |
| 94 | L'effort ultime (5/5)                         | 風と水の挽歌· 今ここに死力尽くす!                            | Kaze to Mizu no Banka, Ima Koko ni Shiryoku Tsukusu!             | 8 septembre 1998      |
| 95 | Tout au bout de l'errance                     | 流浪の最果て·緋と瑠璃の絆は潮騒の中 (うち) に                | Rurō no Saihate, Hi to Ruri no Kizuna wa Shiosai no Uchi ni      |                       |